# Catedral de la Transfiguración del Señor (Kaišiadorys)
La Catedral de la Transfiguración del Señor  o simplemente Catedral de Kaišiadorys (en lituano:  Kaišiadorių Kristaus Atsimainymo katedra) es el nombre que recibe un edificio religioso católico que sirve como la catedral de Kaišiadorys, una localidad del país europeo de Lituania, y la sede de la diócesis de Kaišiadorys.

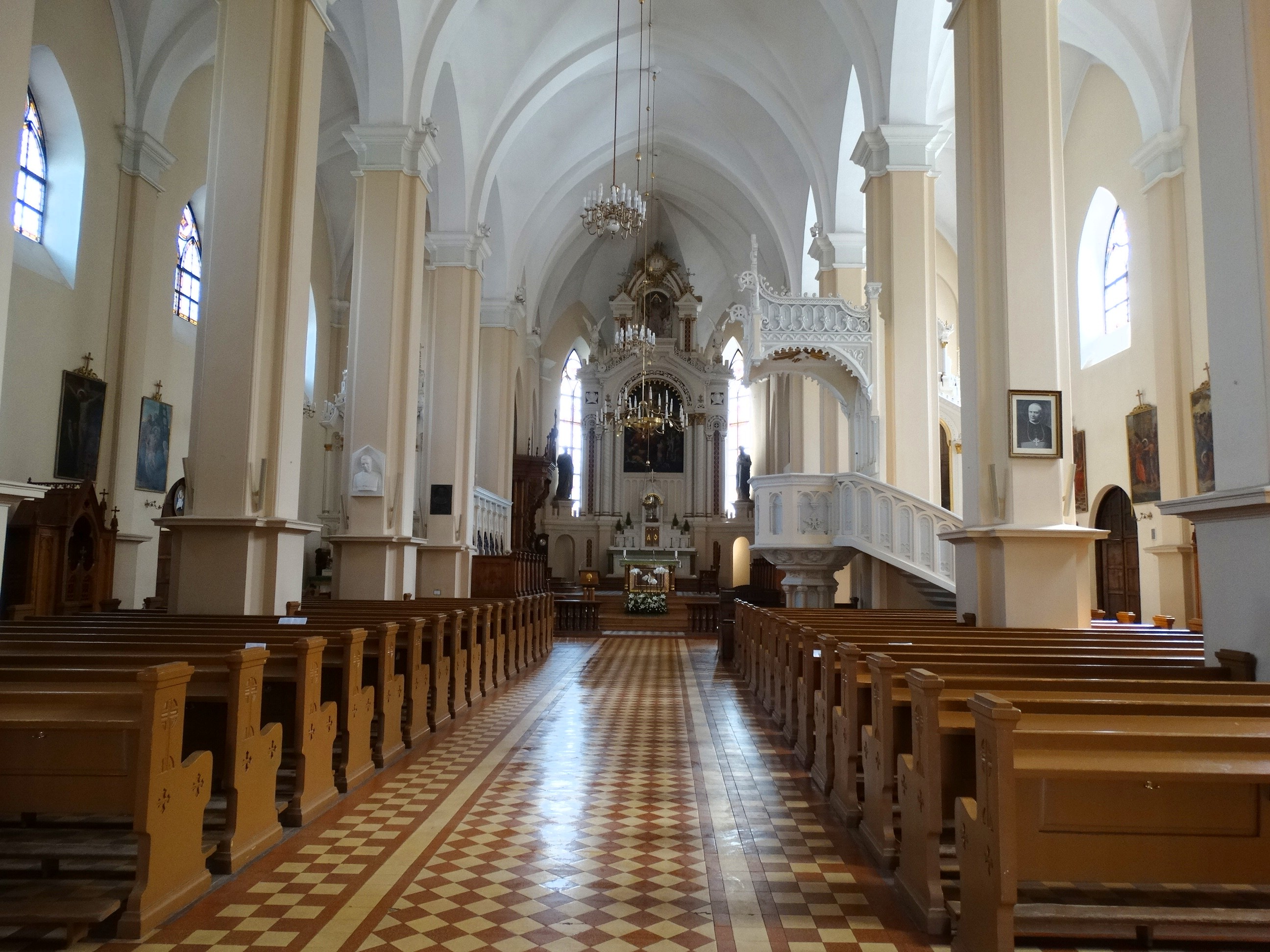
Vista interna

En 1906 se creó un comité para la construcción de la iglesia. En los años siguientes se elaboraron tres proyectos diferentes para la construcción de la estructura. Sólo en 1914 se adoptó el definitivo, hecho por Vaclovas Michnevičius. En 1932 la iglesia fue finalmente construida y en 1934 se convirtió en la sede de la curia. El 10 de mayo de 1936 la iglesia fue elevada a la catedral y en esta ocasión el Papa Pío XI envió un regalo para su custodia. En 1944 la catedral sufrió graves daños como consecuencia de la Segunda Guerra Mundial, y en el período de la ocupación soviética fue cerrada al culto y destinado a otro uso, hasta 1987, cuando Lituania recuperó su independencia y se reestablecieron los eventos religiosos.